# Muriaé
Muriaé este un oraș în Minas Gerais (MG), Brazilia.